# 齐河黄河大桥
齐河黄河大桥，原名济齐黄河大桥，是中国山东省的一座公路桥梁，位于济南市槐荫区与德州市齐河县之间，路线起自济南市槐荫区曹家圈村南济齐路，左转从西张家庄北侧通过，于北店子浮桥附近跨越黄河，而后转向北行，止于齐晏路与309国道平交口处，总长3,767.9（12,361.9英尺），其中桥梁全长2,288（7,507英尺），两侧接线道路长1,479.9（4,855.3英尺）（右岸长630米，左岸长849.9米），并在左岸设置主线收费站和养护工区1处。于2014年12月21日正式开工建设，2018年5月16日正式通车，大桥的建成，使济南西部、齐河县以及周边地区的出行条件得到较大改善，齐河县以及德州市也加快融入省会城市群经济圈。
大桥项目由山东省交通规划设计院负责勘察设计；中铁一局集团有限公司负责主桥南侧1/2（第二标段）的工程施工，合同金额2.163亿元人民币；中铁四局集团有限公司负责主桥北侧1/2（第三标段）的工程施工，合同金额2.155亿元人民币。

## 资金
大桥工程由山东省发展和改革委员会以“鲁发改能交〔2013〕1087号”文件批准建设，业主为山东省齐河县交通运输局，建设资金来源和出资比例为：地方自筹37%，银行贷款63%，预计项目总投资为10.79亿元人民币。大桥建设过程中，曾先后获得了3,500万元“2015年山东省区域战略推进专项资金”、1.5亿元“2015年国家专项建设基金”等政府资金扶持。

## 设计
桥梁全长2,288（7,507英尺），桥跨布置为：23×30+（40+175+410+175+40）+25×30米，主桥为双塔双索面钢混组合梁斜拉桥，长度840（2,756英尺），主跨410（1,345英尺）；引桥为连续箱梁桥，长度1,440（4,724英尺）。采用双向六车道一级公路技术标准（兼顾城市道路功能），预留轻轨电车通道，设计速度80公里/小时，路基标准宽度为35（115英尺），桥梁宽度34.5（113英尺）（不含布索区）。桥梁设计汽车荷载等级为公路-Ⅰ级；设计洪水频率为1/300；地震动峰值加速度为0.05g；地震基本烈度为Ⅵ度；黄河航道等级为限制性Ⅳ级航道。
主桥采用H型桥塔，齐河侧塔高138（453英尺），济南侧塔高133.5（438英尺），两侧分别设置32对钢斜拉索，共重1,441.594吨，由柳州欧维姆机械股份有限公司负责制造。
主桥钢梁总长840（2,756英尺），共分为71个梁段，每节钢箱梁长22（72英尺），重120吨。主梁由边钢箱、横梁、小纵梁通过拼接板及高强度螺栓连接形成钢构架，在其上架设预制桥面板，现浇混凝土湿接缝，与钢梁上的剪力钉形成整体，组成钢－混组合梁体系。主梁上缘全宽35.5米，下缘全宽35.56米，桥面板设2%的双向横坡。

## 建设历程
- 2013年3月18日，国家发改委批复同意齐河县建设济齐黄河公路大桥。[12]
- 2013年8月，大桥可行性研究报告通过了山东省工程咨询院组织的专家评审。[13]
- 2013年10月10日，齐河县交通运输局正式公示该工程的勘察设计招标结果。[4]
- 2014年7月9日，齐河县交通运输局正式公示该工程的施工招标结果。[5]
- 2014年8月16日，大桥项目施工签约仪式正式举行。[14]
- 2014年12月21日，济齐黄河公路大桥项目正式开工建设。[2]
- 2016年3月8日，大桥首节钢箱梁架设完成，上部结构施工阶段正式开始。[11]
- 2016年8月17日，南主塔封顶。[15]
- 2017年3月26日，主桥合龙[16]。
- 2017年5月24日，桥名“齐河黄河大桥”正式安装至桥塔横梁[17]。
- 2018年5月16日，齐河黄河大桥正式通车[3]。